# 吉城郡
- 令制国一覧 > 東山道 > 飛騨国 > 吉城郡
- 日本 > 中部地方 > 岐阜県 > 吉城郡

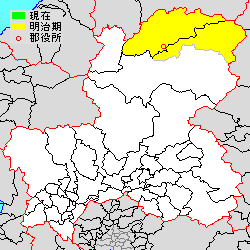
岐阜県吉城郡の位置

吉城郡（よしきぐん）は、岐阜県（飛騨国）にあった郡。

## 郡域
1879年（明治12年）に行政区画として発足した当時の郡域は、以下の区域にあたる。
- 飛騨市の全域
- 高山市の一部（国府町各町・上宝町各町・奥飛騨温泉郷各町）

## 歴史

### 近世以前の沿革
初めは荒城郡と称したが、荒の字を嫌い吉城郡と改称した。しかし戦国時代までは荒城郡・吉城郡の両方が併用されていたと見られる。
天正13年(1585年)、羽柴秀吉の命により飛驒を平定した金森長近は、翌14年より古川盆地中央に増島城を築城、城下町を建設した。その後長近は高山城に移り、増島城は破却されたが、城下町は江戸時代を通じて奥飛驒の中心を成す商人町として繁栄した。

### 近世以降の沿革
- 明治初年時点では全域が飛騨郡代管轄の幕府領であった。「旧高旧領取調帳」に記載されている明治初年時点での村は以下の通り。○は村内に寺社除地[2]が存在。（178村）

| 知行              | 郷                       | 村数 | 村名 |
| ----------------- | ------------------------ | ---- | --- |
| 幕府領 (飛騨郡代) | 広瀬郷                   | 8村  | ○三川村、上広瀬村、○広瀬町村、村山村、糠塚村、金桶村、名張村、瓜巣村 |
| 幕府領 (飛騨郡代) | 吉城郷（荒城郷・荒木郷） | 18村 | 三日町村、半田村、木曾垣内村、山本村、鶴巣村、桐谷村、八日町村、蓑輪村、今村、西門前村、東門前村、宮地村、漆垣内村、柏原村（現・高山市丹生川地区）、三之瀬村、大沼村、折敷地村、森部村 |
| 幕府領 (飛騨郡代) | 古川郷                   | 8村  | 宇津江村、○高野村、畦畑村 、是重村、○古川町方村、○上北村、中北村、下北村 |
| 幕府領 (飛騨郡代) | 小島郷                   | 32村 | 行真村、沖之町村、沼町村、○杉崎村、○袈裟丸村、末真村、○太江村、数河村（現・飛騨市古川地区）、戸市村、岩丸村、野口村、小谷村、大無雁村、落合村、岸奥村、野首村（現・飛騨市宮川地区）、○林村、牧戸村、○丸山村（現・飛騨市宮川地区）、○種蔵村、○菅沼村、○巣之内村、○塩屋村、中沢上村（現・飛騨市宮川地区）、山之山村、○洞村、○祢宜ヶ沢上村、○巣納谷村、鮎飛村、加賀沢村、谷村（現・飛騨市神岡地区）、小無雁村 |
| 幕府領 (飛騨郡代) | 小鷹狩郷                 | 34村 | 平岩村、○大村、寺地村、笹ヶ洞村、○信包村、黒内村、○谷村（現・飛騨市古川地区）、○稲越村、大木村、芦谷村、○舟原村、○保村、○月ヶ瀬村、天生村、中沢上村（現・飛騨市河合地区）、有家村、○角川村、二ツ屋村（現・飛騨市河合地区）、元田村、○新名村、上ヶ島村、○羽根村、保木村、有家林村、森安村、○西忍村、高牧村、○三川原村、○打保村（現・飛騨市宮川地区）、○戸谷村、桑ヶ谷村、小野村、○杉原村、小豆沢村 |
| 幕府領 (飛騨郡代) | 高原郷                   | 78村 | 平湯村、○一重ヶ根村、神坂村、栃尾村、今見村、○田頃家村、柏当村、蓼之俣村、笹島村、赤桶村、福地村、中尾村、下佐谷村、苧生茂村、葛山村、鼠餅村、新田村、○長倉村、岩井戸村、○在家村、○本郷村、吉野村、上灘村、見座村、宮原村、双六村、○中山村（現・高山市上宝地区）、桃原村、荒原村、蔵柱村、釜崎村、阿曾保村、野首村（現・飛騨市神岡地区）、丸山村（現・飛騨市神岡地区）、小萱村、東雲村、○吉田村、数河村（現・飛騨市神岡地区）、石神村、○麻生野村、金木戸村、下之本村、森茂村、打保村（現・飛騨市神岡地区）、梨ヶ根村、伏方村、朝浦村、○和佐保村、跡津川村、左古村、大多和村、土村、大笠村、○船津町村、寺林村、堀之内村、○西村、山田村、柏原村（現・飛騨市神岡地区）、巣山村、○殿村、東町村、鹿間村、割石村、吉ヶ原村、○和佐府村、○伊西村、岩井谷村、瀬戸村、二ツ屋村（現・飛騨市神岡地区）、東漆山村、笈破村、牧村、○西漆山村、杉山村、横山村、○茂住村、○中山村（現・飛騨市神岡地区） |

- 慶応4年
  - 5月23日（1868年7月12日） - 飛騨県の管轄となる。
  - 6月2日（1868年7月21日） - 高山県の管轄となる。
- 明治4年11月20日（1871年12月31日） - 第1次府県統合により、筑摩県の管轄となる。
- 明治7年（1874年） （176村）
  - 岩丸村・末真村が合併して末真村となる。
  - 桑ヶ谷村・小野村が合併して桑野村となる。
- 明治8年（1875年） - 以下の町村の統合が行われる。（1町8村）
  - 古川町 ← 是重村、古川町方村、上北村、中北村、下北村、行真村、沖之町村、沼町村
  - 細江村 ← 杉崎村、袈裟丸村、末真村、太江村、数河村（現・飛騨市古川地区）、戸市村、野口村
  - 小鷹狩村 ← 高野村、畦畑村、平岩村、大村、寺地村、笹ヶ洞村、信包村、黒内村、谷村（現・飛騨市古川地区）
  - 神岡村 ← 釜崎村、阿曾保村、野首村（現・飛騨市神岡地区）、丸山村（現・飛騨市神岡地区）、小萱村、東雲村、吉田村、数河村（現・飛騨市神岡地区）、石神村、麻生野村、下之本村、森茂村、打保村（現・飛騨市神岡地区）、梨ヶ根村、伏方村、朝浦村、和佐保村、跡津川村、左古村、大多和村、土村、大笠村、船津町村、寺林村、堀之内村、西村、山田村、柏原村（現・飛騨市神岡地区）、巣山村、殿村、東町村、鹿間村、割石村、吉ヶ原村、和佐府村、伊西村、岩井谷村、瀬戸村、二ツ屋村（現・飛騨市神岡地区）、東漆山村、笈破村、牧村、西漆山村、杉山村、横山村、茂住村、中山村（現・飛騨市神岡地区）、谷村（現・飛騨市神岡地区）
  - 坂上村 ← 小谷村、大無雁村、落合村、岸奥村、野首村（現・飛騨市宮川地区）、林村、牧戸村、丸山村（現・飛騨市宮川地区）、種蔵村、菅沼村、巣之内村、森安村、西忍村、高牧村、三川原村
  - 坂下村 ← 塩屋村、中沢上村（現・飛騨市宮川地区）、山之山村、洞村、祢宜ヶ沢上村、巣納谷村、鮎飛村、加賀沢村、打保村（現・飛騨市宮川地区）、戸谷村、桑野村、杉原村、小豆沢村
  - 河合村 ← 小無雁村、稲越村、大木村、芦谷村、舟原村、保村、月ヶ瀬村、天生村、中沢上村（現・飛騨市河合地区）、有家村、角川村、二ツ屋村（現・飛騨市河合地区）、元田村、新名村、上ヶ島村、羽根村、保木村、有家林村
  - 国府村 ← 三川村、上広瀬村、広瀬町村、村山村、糠塚村、金桶村、名張村、瓜巣村、三日町村、半田村、木曾垣内村、山本村、鶴巣村、桐谷村、八日町村、蓑輪村、今村、西門前村、東門前村、宮地村、漆垣内村、宇津江村
  - 上宝村 ← 平湯村、一重ヶ根村、神坂村、栃尾村、今見村、田頃家村、柏当村、蓼之俣村、笹島村、赤桶村、福地村、中尾村、下佐谷村、苧生茂村、葛山村、鼠餅村、新田村、長倉村、岩井戸村、在家村、本郷村、吉野村、上灘村、見座村、宮原村、双六村、中山村（現・高山市上宝地区）、桃原村、荒原村、蔵柱村、金木戸村
  - 折敷地村、大沼村、森部村、三之瀬村、柏原村（現・高山市丹生川地区）が大野郡丹生川村の一部となる。
- 明治9年（1876年）8月21日 - 第2次府県統合により、岐阜県の管轄となる。
- 明治12年（1879年）2月18日 - 郡区町村編制法の岐阜県での施行により、行政区画としての吉城郡が発足。「大野益田吉城郡役所」が高山町に設置され、大野郡・益田郡とともに管轄。

### 町村制以降の沿革

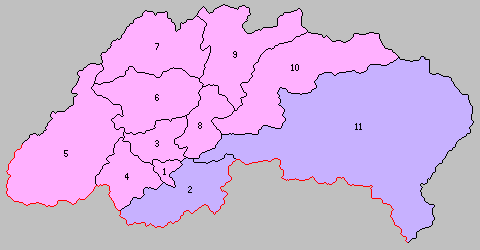
1.古川町 2.国府村 3.細江村 4.小鷹利村 5.河合村 6.坂上村 7.坂下村 8.袖川村 9.船津町 10.阿曽布村 11.上宝村（紫：高山市 桃：飛騨市）

- 明治22年（1889年）7月1日 - 町村制の施行により、古川町（現・飛騨市）、国府村（現・高山市）、細江村、小鷹利村、河合村、坂上村、坂下村、袖川村、船津町、阿曽布村（現・飛騨市）、上宝村（現・高山市）が発足。それにともない以下の変更が行われる。（2町9村）
  - 神岡村が分割し、一部（朝浦組・跡津川組・左古組・大多和組・土組・船津町組・東町組・鹿間組・割石組・吉ヶ原組・二ツ屋組・東漆山組・笈破組・牧組・西漆山組・杉山組・横山組・東茂住組・西茂住組・中山組・谷組）に船津町、一部（梨ヶ根組・伏方組・大笠組・寺林組・堀之内組・西組・山田組・柏原組・巣山組）に袖川村、一部（釜崎組・阿曾保組・野首組・丸山組・小萱組・東雲組・吉田組・数河組・石神組・麻生野組・打保組・下之本組・森茂組・和佐保組・殿組・和佐府組・伊西組・岩井谷組・瀬戸組）に阿曽布村がそれぞれ発足。
- 明治30年（1897年）8月1日 - 郡制を施行。郡役所を古川町に設置。
- 大正12年（1923年）4月1日 - 郡会が廃止。郡役所は存続。
- 大正15年（1926年） 7月1日 - 郡役所が廃止。内務省告示第82号により飛騨支庁が設置され、大野郡とともに管轄。
- 昭和10年（1935年） - 面積1,355.51平方km、人口48,303人（男25,243人、女23,060人）[6]。
- 昭和25年（1950年）6月10日 - 船津町・阿曽布村・袖川村が合併して神岡町が発足。（2町7村）
- 昭和31年（1956年）
  - 4月1日 - 古川町・細江村・小鷹利村が合併し、改めて古川町が発足。（2町5村）
  - 9月30日 - 坂上村・坂下村が合併して宮川村が発足。（2町4村）
- 昭和39年（1964年）11月3日 - 国府村が町制施行して国府町となる。（3町3村）
- 平成16年（2004年）2月1日 - 古川町・河合村・宮川村・神岡町が合併して飛騨市が発足し、郡より離脱。（1町1村）
- 平成17年（2005年）2月1日 - 国府町・上宝村が高山市に編入。同日吉城郡消滅。

### 変遷表
| 明治7年以前  | 明治7年以前    | 明治8年         | 明治22年 7月1日 町村制施行 | 明治22年 - 昭和19年 | 昭和20年 - 昭和64年         | 平成元年 - 現在             | 現在   |
| ------------ | -------------- | --------------- | -------------------------- | ------------------- | --------------------------- | --------------------------- | ------ |
| 是重村       | 是重村         | 古川町          | 古川町                     | 古川町              | 昭和31年4月1日 古川町       | 平成16年2月1日 飛騨市       | 飛騨市 |
| 古川町方村   |                | 古川町          | 古川町                     | 古川町              | 昭和31年4月1日 古川町       | 平成16年2月1日 飛騨市       | 飛騨市 |
| 上北村       |                | 古川町          | 古川町                     | 古川町              | 昭和31年4月1日 古川町       | 平成16年2月1日 飛騨市       | 飛騨市 |
| 中北村       |                | 古川町          | 古川町                     | 古川町              | 昭和31年4月1日 古川町       | 平成16年2月1日 飛騨市       | 飛騨市 |
| 下北村       |                | 古川町          | 古川町                     | 古川町              | 昭和31年4月1日 古川町       | 平成16年2月1日 飛騨市       | 飛騨市 |
| 行真村       |                | 古川町          | 古川町                     | 古川町              | 昭和31年4月1日 古川町       | 平成16年2月1日 飛騨市       | 飛騨市 |
| 沖之町村     |                | 古川町          | 古川町                     | 古川町              | 昭和31年4月1日 古川町       | 平成16年2月1日 飛騨市       | 飛騨市 |
| 沼町村       |                | 古川町          | 古川町                     | 古川町              | 昭和31年4月1日 古川町       | 平成16年2月1日 飛騨市       | 飛騨市 |
| 杉崎村       | 杉崎村         | 細江村          | 細江村                     | 細江村              | 昭和31年4月1日 古川町       | 平成16年2月1日 飛騨市       | 飛騨市 |
| 袈裟丸村     |                | 細江村          | 細江村                     | 細江村              | 昭和31年4月1日 古川町       | 平成16年2月1日 飛騨市       | 飛騨市 |
| 岩丸村       | 明治7年 末真村 | 細江村          | 細江村                     | 細江村              | 昭和31年4月1日 古川町       | 平成16年2月1日 飛騨市       | 飛騨市 |
| 末真村       | 明治7年 末真村 | 細江村          | 細江村                     | 細江村              | 昭和31年4月1日 古川町       | 平成16年2月1日 飛騨市       | 飛騨市 |
| 太江村       |                | 細江村          | 細江村                     | 細江村              | 昭和31年4月1日 古川町       | 平成16年2月1日 飛騨市       | 飛騨市 |
| 数河村       |                | 細江村          | 細江村                     | 細江村              | 昭和31年4月1日 古川町       | 平成16年2月1日 飛騨市       | 飛騨市 |
| 戸市村       |                | 細江村          | 細江村                     | 細江村              | 昭和31年4月1日 古川町       | 平成16年2月1日 飛騨市       | 飛騨市 |
| 野口村       |                | 細江村          | 細江村                     | 細江村              | 昭和31年4月1日 古川町       | 平成16年2月1日 飛騨市       | 飛騨市 |
| 高野村       | 高野村         | 小鷹利村        | 小鷹利村                   | 小鷹利村            | 昭和31年4月1日 古川町       | 平成16年2月1日 飛騨市       | 飛騨市 |
| 畦畑村       |                | 小鷹利村        | 小鷹利村                   | 小鷹利村            | 昭和31年4月1日 古川町       | 平成16年2月1日 飛騨市       | 飛騨市 |
| 平岩村       |                | 小鷹利村        | 小鷹利村                   | 小鷹利村            | 昭和31年4月1日 古川町       | 平成16年2月1日 飛騨市       | 飛騨市 |
| 大村         |                | 小鷹利村        | 小鷹利村                   | 小鷹利村            | 昭和31年4月1日 古川町       | 平成16年2月1日 飛騨市       | 飛騨市 |
| 寺地村       |                | 小鷹利村        | 小鷹利村                   | 小鷹利村            | 昭和31年4月1日 古川町       | 平成16年2月1日 飛騨市       | 飛騨市 |
| 笹ヶ洞村     |                | 小鷹利村        | 小鷹利村                   | 小鷹利村            | 昭和31年4月1日 古川町       | 平成16年2月1日 飛騨市       | 飛騨市 |
| 信包村       |                | 小鷹利村        | 小鷹利村                   | 小鷹利村            | 昭和31年4月1日 古川町       | 平成16年2月1日 飛騨市       | 飛騨市 |
| 黒内村       |                | 小鷹利村        | 小鷹利村                   | 小鷹利村            | 昭和31年4月1日 古川町       | 平成16年2月1日 飛騨市       | 飛騨市 |
| 谷村         |                | 小鷹利村        | 小鷹利村                   | 小鷹利村            | 昭和31年4月1日 古川町       | 平成16年2月1日 飛騨市       | 飛騨市 |
| 朝浦村       | 朝浦村         | 神岡村          | 船津町                     | 船津町              | 昭和25年6月10日 神岡町      | 平成16年2月1日 飛騨市       | 飛騨市 |
| 跡津川村     |                | 神岡村          | 船津町                     | 船津町              | 昭和25年6月10日 神岡町      | 平成16年2月1日 飛騨市       | 飛騨市 |
| 左古村       |                | 神岡村          | 船津町                     | 船津町              | 昭和25年6月10日 神岡町      | 平成16年2月1日 飛騨市       | 飛騨市 |
| 大多和村     |                | 神岡村          | 船津町                     | 船津町              | 昭和25年6月10日 神岡町      | 平成16年2月1日 飛騨市       | 飛騨市 |
| 土村         |                | 神岡村          | 船津町                     | 船津町              | 昭和25年6月10日 神岡町      | 平成16年2月1日 飛騨市       | 飛騨市 |
| 船津町村     |                | 神岡村          | 船津町                     | 船津町              | 昭和25年6月10日 神岡町      | 平成16年2月1日 飛騨市       | 飛騨市 |
| 東町村       |                | 神岡村          | 船津町                     | 船津町              | 昭和25年6月10日 神岡町      | 平成16年2月1日 飛騨市       | 飛騨市 |
| 鹿間村       |                | 神岡村          | 船津町                     | 船津町              | 昭和25年6月10日 神岡町      | 平成16年2月1日 飛騨市       | 飛騨市 |
| 割石村       |                | 神岡村          | 船津町                     | 船津町              | 昭和25年6月10日 神岡町      | 平成16年2月1日 飛騨市       | 飛騨市 |
| 吉ヶ原村     |                | 神岡村          | 船津町                     | 船津町              | 昭和25年6月10日 神岡町      | 平成16年2月1日 飛騨市       | 飛騨市 |
| 二ツ屋村     |                | 神岡村          | 船津町                     | 船津町              | 昭和25年6月10日 神岡町      | 平成16年2月1日 飛騨市       | 飛騨市 |
| 東漆山村     |                | 神岡村          | 船津町                     | 船津町              | 昭和25年6月10日 神岡町      | 平成16年2月1日 飛騨市       | 飛騨市 |
| 笈破村       |                | 神岡村          | 船津町                     | 船津町              | 昭和25年6月10日 神岡町      | 平成16年2月1日 飛騨市       | 飛騨市 |
| 牧村         |                | 神岡村          | 船津町                     | 船津町              | 昭和25年6月10日 神岡町      | 平成16年2月1日 飛騨市       | 飛騨市 |
| 西漆山村     |                | 神岡村          | 船津町                     | 船津町              | 昭和25年6月10日 神岡町      | 平成16年2月1日 飛騨市       | 飛騨市 |
| 杉山村       |                | 神岡村          | 船津町                     | 船津町              | 昭和25年6月10日 神岡町      | 平成16年2月1日 飛騨市       | 飛騨市 |
| 横山村       |                | 神岡村          | 船津町                     | 船津町              | 昭和25年6月10日 神岡町      | 平成16年2月1日 飛騨市       | 飛騨市 |
| 茂住村       |                | 神岡村          | 船津町                     | 船津町              | 昭和25年6月10日 神岡町      | 平成16年2月1日 飛騨市       | 飛騨市 |
| 中山村       |                | 神岡村          | 船津町                     | 船津町              | 昭和25年6月10日 神岡町      | 平成16年2月1日 飛騨市       | 飛騨市 |
| 谷村         |                | 神岡村          | 船津町                     | 船津町              | 昭和25年6月10日 神岡町      | 平成16年2月1日 飛騨市       | 飛騨市 |
| 梨ヶ根村     | 梨ヶ根村       | 神岡村          | 袖川村                     | 袖川村              | 昭和25年6月10日 神岡町      | 平成16年2月1日 飛騨市       | 飛騨市 |
| 伏方村       |                | 神岡村          | 袖川村                     | 袖川村              | 昭和25年6月10日 神岡町      | 平成16年2月1日 飛騨市       | 飛騨市 |
| 大笠村       |                | 神岡村          | 袖川村                     | 袖川村              | 昭和25年6月10日 神岡町      | 平成16年2月1日 飛騨市       | 飛騨市 |
| 寺林村       |                | 神岡村          | 袖川村                     | 袖川村              | 昭和25年6月10日 神岡町      | 平成16年2月1日 飛騨市       | 飛騨市 |
| 堀之内村     |                | 神岡村          | 袖川村                     | 袖川村              | 昭和25年6月10日 神岡町      | 平成16年2月1日 飛騨市       | 飛騨市 |
| 西村         |                | 神岡村          | 袖川村                     | 袖川村              | 昭和25年6月10日 神岡町      | 平成16年2月1日 飛騨市       | 飛騨市 |
| 山田村       |                | 神岡村          | 袖川村                     | 袖川村              | 昭和25年6月10日 神岡町      | 平成16年2月1日 飛騨市       | 飛騨市 |
| 柏原村       |                | 神岡村          | 袖川村                     | 袖川村              | 昭和25年6月10日 神岡町      | 平成16年2月1日 飛騨市       | 飛騨市 |
| 巣山村       |                | 神岡村          | 袖川村                     | 袖川村              | 昭和25年6月10日 神岡町      | 平成16年2月1日 飛騨市       | 飛騨市 |
| 釜崎村       | 釜崎村         | 神岡村          | 阿曽布村                   | 阿曽布村            | 昭和25年6月10日 神岡町      | 平成16年2月1日 飛騨市       | 飛騨市 |
| 阿曾保村     |                | 神岡村          | 阿曽布村                   | 阿曽布村            | 昭和25年6月10日 神岡町      | 平成16年2月1日 飛騨市       | 飛騨市 |
| 野首村       |                | 神岡村          | 阿曽布村                   | 阿曽布村            | 昭和25年6月10日 神岡町      | 平成16年2月1日 飛騨市       | 飛騨市 |
| 丸山村       |                | 神岡村          | 阿曽布村                   | 阿曽布村            | 昭和25年6月10日 神岡町      | 平成16年2月1日 飛騨市       | 飛騨市 |
| 小萱村       |                | 神岡村          | 阿曽布村                   | 阿曽布村            | 昭和25年6月10日 神岡町      | 平成16年2月1日 飛騨市       | 飛騨市 |
| 東雲村       |                | 神岡村          | 阿曽布村                   | 阿曽布村            | 昭和25年6月10日 神岡町      | 平成16年2月1日 飛騨市       | 飛騨市 |
| 吉田村       |                | 神岡村          | 阿曽布村                   | 阿曽布村            | 昭和25年6月10日 神岡町      | 平成16年2月1日 飛騨市       | 飛騨市 |
| 数河村       |                | 神岡村          | 阿曽布村                   | 阿曽布村            | 昭和25年6月10日 神岡町      | 平成16年2月1日 飛騨市       | 飛騨市 |
| 石神村       |                | 神岡村          | 阿曽布村                   | 阿曽布村            | 昭和25年6月10日 神岡町      | 平成16年2月1日 飛騨市       | 飛騨市 |
| 麻生野村     |                | 神岡村          | 阿曽布村                   | 阿曽布村            | 昭和25年6月10日 神岡町      | 平成16年2月1日 飛騨市       | 飛騨市 |
| 下之本村     |                | 神岡村          | 阿曽布村                   | 阿曽布村            | 昭和25年6月10日 神岡町      | 平成16年2月1日 飛騨市       | 飛騨市 |
| 森茂村       |                | 神岡村          | 阿曽布村                   | 阿曽布村            | 昭和25年6月10日 神岡町      | 平成16年2月1日 飛騨市       | 飛騨市 |
| 打保村       |                | 神岡村          | 阿曽布村                   | 阿曽布村            | 昭和25年6月10日 神岡町      | 平成16年2月1日 飛騨市       | 飛騨市 |
| 和佐保村     |                | 神岡村          | 阿曽布村                   | 阿曽布村            | 昭和25年6月10日 神岡町      | 平成16年2月1日 飛騨市       | 飛騨市 |
| 殿村         |                | 神岡村          | 阿曽布村                   | 阿曽布村            | 昭和25年6月10日 神岡町      | 平成16年2月1日 飛騨市       | 飛騨市 |
| 和佐府村     |                | 神岡村          | 阿曽布村                   | 阿曽布村            | 昭和25年6月10日 神岡町      | 平成16年2月1日 飛騨市       | 飛騨市 |
| 伊西村       |                | 神岡村          | 阿曽布村                   | 阿曽布村            | 昭和25年6月10日 神岡町      | 平成16年2月1日 飛騨市       | 飛騨市 |
| 岩井谷村     |                | 神岡村          | 阿曽布村                   | 阿曽布村            | 昭和25年6月10日 神岡町      | 平成16年2月1日 飛騨市       | 飛騨市 |
| 瀬戸村       |                | 神岡村          | 阿曽布村                   | 阿曽布村            | 昭和25年6月10日 神岡町      | 平成16年2月1日 飛騨市       | 飛騨市 |
| 小谷村       | 小谷村         | 坂上村          | 坂上村                     | 坂上村              | 昭和31年9月30日 宮川村      | 平成16年2月1日 飛騨市       | 飛騨市 |
| 大無雁村     |                | 坂上村          | 坂上村                     | 坂上村              | 昭和31年9月30日 宮川村      | 平成16年2月1日 飛騨市       | 飛騨市 |
| 落合村       |                | 坂上村          | 坂上村                     | 坂上村              | 昭和31年9月30日 宮川村      | 平成16年2月1日 飛騨市       | 飛騨市 |
| 岸奥村       |                | 坂上村          | 坂上村                     | 坂上村              | 昭和31年9月30日 宮川村      | 平成16年2月1日 飛騨市       | 飛騨市 |
| 野首村       |                | 坂上村          | 坂上村                     | 坂上村              | 昭和31年9月30日 宮川村      | 平成16年2月1日 飛騨市       | 飛騨市 |
| 林村         |                | 坂上村          | 坂上村                     | 坂上村              | 昭和31年9月30日 宮川村      | 平成16年2月1日 飛騨市       | 飛騨市 |
| 牧戸村       |                | 坂上村          | 坂上村                     | 坂上村              | 昭和31年9月30日 宮川村      | 平成16年2月1日 飛騨市       | 飛騨市 |
| 丸山村       |                | 坂上村          | 坂上村                     | 坂上村              | 昭和31年9月30日 宮川村      | 平成16年2月1日 飛騨市       | 飛騨市 |
| 種蔵村       |                | 坂上村          | 坂上村                     | 坂上村              | 昭和31年9月30日 宮川村      | 平成16年2月1日 飛騨市       | 飛騨市 |
| 菅沼村       |                | 坂上村          | 坂上村                     | 坂上村              | 昭和31年9月30日 宮川村      | 平成16年2月1日 飛騨市       | 飛騨市 |
| 巣之内村     |                | 坂上村          | 坂上村                     | 坂上村              | 昭和31年9月30日 宮川村      | 平成16年2月1日 飛騨市       | 飛騨市 |
| 森安村       |                | 坂上村          | 坂上村                     | 坂上村              | 昭和31年9月30日 宮川村      | 平成16年2月1日 飛騨市       | 飛騨市 |
| 西忍村       |                | 坂上村          | 坂上村                     | 坂上村              | 昭和31年9月30日 宮川村      | 平成16年2月1日 飛騨市       | 飛騨市 |
| 高牧村       |                | 坂上村          | 坂上村                     | 坂上村              | 昭和31年9月30日 宮川村      | 平成16年2月1日 飛騨市       | 飛騨市 |
| 三川原村     |                | 坂上村          | 坂上村                     | 坂上村              | 昭和31年9月30日 宮川村      | 平成16年2月1日 飛騨市       | 飛騨市 |
| 塩屋村       | 塩屋村         | 坂下村          | 坂下村                     | 坂下村              | 昭和31年9月30日 宮川村      | 平成16年2月1日 飛騨市       | 飛騨市 |
| 中沢上村     |                | 坂下村          | 坂下村                     | 坂下村              | 昭和31年9月30日 宮川村      | 平成16年2月1日 飛騨市       | 飛騨市 |
| 山之山村     |                | 坂下村          | 坂下村                     | 坂下村              | 昭和31年9月30日 宮川村      | 平成16年2月1日 飛騨市       | 飛騨市 |
| 洞村         |                | 坂下村          | 坂下村                     | 坂下村              | 昭和31年9月30日 宮川村      | 平成16年2月1日 飛騨市       | 飛騨市 |
| 祢宜ヶ沢上村 |                | 坂下村          | 坂下村                     | 坂下村              | 昭和31年9月30日 宮川村      | 平成16年2月1日 飛騨市       | 飛騨市 |
| 巣納谷村     |                | 坂下村          | 坂下村                     | 坂下村              | 昭和31年9月30日 宮川村      | 平成16年2月1日 飛騨市       | 飛騨市 |
| 鮎飛村       |                | 坂下村          | 坂下村                     | 坂下村              | 昭和31年9月30日 宮川村      | 平成16年2月1日 飛騨市       | 飛騨市 |
| 加賀沢村     |                | 坂下村          | 坂下村                     | 坂下村              | 昭和31年9月30日 宮川村      | 平成16年2月1日 飛騨市       | 飛騨市 |
| 打保村       |                | 坂下村          | 坂下村                     | 坂下村              | 昭和31年9月30日 宮川村      | 平成16年2月1日 飛騨市       | 飛騨市 |
| 戸谷村       |                | 坂下村          | 坂下村                     | 坂下村              | 昭和31年9月30日 宮川村      | 平成16年2月1日 飛騨市       | 飛騨市 |
| 桑ヶ谷村     | 明治7年 桑野村 | 坂下村          | 坂下村                     | 坂下村              | 昭和31年9月30日 宮川村      | 平成16年2月1日 飛騨市       | 飛騨市 |
| 小野村       | 明治7年 桑野村 | 坂下村          | 坂下村                     | 坂下村              | 昭和31年9月30日 宮川村      | 平成16年2月1日 飛騨市       | 飛騨市 |
| 杉原村       |                | 坂下村          | 坂下村                     | 坂下村              | 昭和31年9月30日 宮川村      | 平成16年2月1日 飛騨市       | 飛騨市 |
| 小豆沢村     |                | 坂下村          | 坂下村                     | 坂下村              | 昭和31年9月30日 宮川村      | 平成16年2月1日 飛騨市       | 飛騨市 |
| 小無雁村     | 小無雁村       | 河合村          | 河合村                     | 河合村              | 河合村                      | 平成16年2月1日 飛騨市       | 飛騨市 |
| 稲越村       |                | 河合村          | 河合村                     | 河合村              | 河合村                      | 平成16年2月1日 飛騨市       | 飛騨市 |
| 大木村       |                | 河合村          | 河合村                     | 河合村              | 河合村                      | 平成16年2月1日 飛騨市       | 飛騨市 |
| 芦谷村       |                | 河合村          | 河合村                     | 河合村              | 河合村                      | 平成16年2月1日 飛騨市       | 飛騨市 |
| 舟原村       |                | 河合村          | 河合村                     | 河合村              | 河合村                      | 平成16年2月1日 飛騨市       | 飛騨市 |
| 保村         |                | 河合村          | 河合村                     | 河合村              | 河合村                      | 平成16年2月1日 飛騨市       | 飛騨市 |
| 月ヶ瀬村     |                | 河合村          | 河合村                     | 河合村              | 河合村                      | 平成16年2月1日 飛騨市       | 飛騨市 |
| 天生村       |                | 河合村          | 河合村                     | 河合村              | 河合村                      | 平成16年2月1日 飛騨市       | 飛騨市 |
| 中沢上村     |                | 河合村          | 河合村                     | 河合村              | 河合村                      | 平成16年2月1日 飛騨市       | 飛騨市 |
| 有家村       |                | 河合村          | 河合村                     | 河合村              | 河合村                      | 平成16年2月1日 飛騨市       | 飛騨市 |
| 角川村       |                | 河合村          | 河合村                     | 河合村              | 河合村                      | 平成16年2月1日 飛騨市       | 飛騨市 |
| 二ツ屋村     |                | 河合村          | 河合村                     | 河合村              | 河合村                      | 平成16年2月1日 飛騨市       | 飛騨市 |
| 元田村       |                | 河合村          | 河合村                     | 河合村              | 河合村                      | 平成16年2月1日 飛騨市       | 飛騨市 |
| 新名村       |                | 河合村          | 河合村                     | 河合村              | 河合村                      | 平成16年2月1日 飛騨市       | 飛騨市 |
| 上ヶ島村     |                | 河合村          | 河合村                     | 河合村              | 河合村                      | 平成16年2月1日 飛騨市       | 飛騨市 |
| 羽根村       |                | 河合村          | 河合村                     | 河合村              | 河合村                      | 平成16年2月1日 飛騨市       | 飛騨市 |
| 保木村       |                | 河合村          | 河合村                     | 河合村              | 河合村                      | 平成16年2月1日 飛騨市       | 飛騨市 |
| 有家林村     |                | 河合村          | 河合村                     | 河合村              | 河合村                      | 平成16年2月1日 飛騨市       | 飛騨市 |
| 三川村       | 三川村         | 国府村          | 国府村                     | 国府村              | 昭和39年11月3日 町制 国府町 | 平成17年2月1日 高山市に編入 | 高山市 |
| 上広瀬村     |                | 国府村          | 国府村                     | 国府村              | 昭和39年11月3日 町制 国府町 | 平成17年2月1日 高山市に編入 | 高山市 |
| 広瀬町村     |                | 国府村          | 国府村                     | 国府村              | 昭和39年11月3日 町制 国府町 | 平成17年2月1日 高山市に編入 | 高山市 |
| 村山村       |                | 国府村          | 国府村                     | 国府村              | 昭和39年11月3日 町制 国府町 | 平成17年2月1日 高山市に編入 | 高山市 |
| 糠塚村       |                | 国府村          | 国府村                     | 国府村              | 昭和39年11月3日 町制 国府町 | 平成17年2月1日 高山市に編入 | 高山市 |
| 金桶村       |                | 国府村          | 国府村                     | 国府村              | 昭和39年11月3日 町制 国府町 | 平成17年2月1日 高山市に編入 | 高山市 |
| 名張村       |                | 国府村          | 国府村                     | 国府村              | 昭和39年11月3日 町制 国府町 | 平成17年2月1日 高山市に編入 | 高山市 |
| 瓜巣村       |                | 国府村          | 国府村                     | 国府村              | 昭和39年11月3日 町制 国府町 | 平成17年2月1日 高山市に編入 | 高山市 |
| 三日町村     |                | 国府村          | 国府村                     | 国府村              | 昭和39年11月3日 町制 国府町 | 平成17年2月1日 高山市に編入 | 高山市 |
| 半田村       |                | 国府村          | 国府村                     | 国府村              | 昭和39年11月3日 町制 国府町 | 平成17年2月1日 高山市に編入 | 高山市 |
| 木曾垣内村   |                | 国府村          | 国府村                     | 国府村              | 昭和39年11月3日 町制 国府町 | 平成17年2月1日 高山市に編入 | 高山市 |
| 山本村       |                | 国府村          | 国府村                     | 国府村              | 昭和39年11月3日 町制 国府町 | 平成17年2月1日 高山市に編入 | 高山市 |
| 鶴巣村       |                | 国府村          | 国府村                     | 国府村              | 昭和39年11月3日 町制 国府町 | 平成17年2月1日 高山市に編入 | 高山市 |
| 桐谷村       |                | 国府村          | 国府村                     | 国府村              | 昭和39年11月3日 町制 国府町 | 平成17年2月1日 高山市に編入 | 高山市 |
| 八日町村     |                | 国府村          | 国府村                     | 国府村              | 昭和39年11月3日 町制 国府町 | 平成17年2月1日 高山市に編入 | 高山市 |
| 蓑輪村       |                | 国府村          | 国府村                     | 国府村              | 昭和39年11月3日 町制 国府町 | 平成17年2月1日 高山市に編入 | 高山市 |
| 今村         |                | 国府村          | 国府村                     | 国府村              | 昭和39年11月3日 町制 国府町 | 平成17年2月1日 高山市に編入 | 高山市 |
| 西門前村     |                | 国府村          | 国府村                     | 国府村              | 昭和39年11月3日 町制 国府町 | 平成17年2月1日 高山市に編入 | 高山市 |
| 東門前村     |                | 国府村          | 国府村                     | 国府村              | 昭和39年11月3日 町制 国府町 | 平成17年2月1日 高山市に編入 | 高山市 |
| 宮地村       |                | 国府村          | 国府村                     | 国府村              | 昭和39年11月3日 町制 国府町 | 平成17年2月1日 高山市に編入 | 高山市 |
| 漆垣内村     |                | 国府村          | 国府村                     | 国府村              | 昭和39年11月3日 町制 国府町 | 平成17年2月1日 高山市に編入 | 高山市 |
| 宇津江村     |                | 国府村          | 国府村                     | 国府村              | 昭和39年11月3日 町制 国府町 | 平成17年2月1日 高山市に編入 | 高山市 |
| 平湯村       | 平湯村         | 上宝村          | 上宝村                     | 上宝村              | 上宝村                      | 平成17年2月1日 高山市に編入 | 高山市 |
| 一重ヶ根村   |                | 上宝村          | 上宝村                     | 上宝村              | 上宝村                      | 平成17年2月1日 高山市に編入 | 高山市 |
| 神坂村       |                | 上宝村          | 上宝村                     | 上宝村              | 上宝村                      | 平成17年2月1日 高山市に編入 | 高山市 |
| 栃尾村       |                | 上宝村          | 上宝村                     | 上宝村              | 上宝村                      | 平成17年2月1日 高山市に編入 | 高山市 |
| 今見村       |                | 上宝村          | 上宝村                     | 上宝村              | 上宝村                      | 平成17年2月1日 高山市に編入 | 高山市 |
| 田頃家村     |                | 上宝村          | 上宝村                     | 上宝村              | 上宝村                      | 平成17年2月1日 高山市に編入 | 高山市 |
| 柏当村       |                | 上宝村          | 上宝村                     | 上宝村              | 上宝村                      | 平成17年2月1日 高山市に編入 | 高山市 |
| 蓼之俣村     |                | 上宝村          | 上宝村                     | 上宝村              | 上宝村                      | 平成17年2月1日 高山市に編入 | 高山市 |
| 笹島村       |                | 上宝村          | 上宝村                     | 上宝村              | 上宝村                      | 平成17年2月1日 高山市に編入 | 高山市 |
| 赤桶村       |                | 上宝村          | 上宝村                     | 上宝村              | 上宝村                      | 平成17年2月1日 高山市に編入 | 高山市 |
| 福地村       |                | 上宝村          | 上宝村                     | 上宝村              | 上宝村                      | 平成17年2月1日 高山市に編入 | 高山市 |
| 中尾村       |                | 上宝村          | 上宝村                     | 上宝村              | 上宝村                      | 平成17年2月1日 高山市に編入 | 高山市 |
| 下佐谷村     |                | 上宝村          | 上宝村                     | 上宝村              | 上宝村                      | 平成17年2月1日 高山市に編入 | 高山市 |
| 苧生茂村     |                | 上宝村          | 上宝村                     | 上宝村              | 上宝村                      | 平成17年2月1日 高山市に編入 | 高山市 |
| 葛山村       |                | 上宝村          | 上宝村                     | 上宝村              | 上宝村                      | 平成17年2月1日 高山市に編入 | 高山市 |
| 鼠餅村       |                | 上宝村          | 上宝村                     | 上宝村              | 上宝村                      | 平成17年2月1日 高山市に編入 | 高山市 |
| 新田村       |                | 上宝村          | 上宝村                     | 上宝村              | 上宝村                      | 平成17年2月1日 高山市に編入 | 高山市 |
| 長倉村       |                | 上宝村          | 上宝村                     | 上宝村              | 上宝村                      | 平成17年2月1日 高山市に編入 | 高山市 |
| 岩井戸村     |                | 上宝村          | 上宝村                     | 上宝村              | 上宝村                      | 平成17年2月1日 高山市に編入 | 高山市 |
| 在家村       |                | 上宝村          | 上宝村                     | 上宝村              | 上宝村                      | 平成17年2月1日 高山市に編入 | 高山市 |
| 本郷村       |                | 上宝村          | 上宝村                     | 上宝村              | 上宝村                      | 平成17年2月1日 高山市に編入 | 高山市 |
| 吉野村       |                | 上宝村          | 上宝村                     | 上宝村              | 上宝村                      | 平成17年2月1日 高山市に編入 | 高山市 |
| 上灘村       |                | 上宝村          | 上宝村                     | 上宝村              | 上宝村                      | 平成17年2月1日 高山市に編入 | 高山市 |
| 見座村       |                | 上宝村          | 上宝村                     | 上宝村              | 上宝村                      | 平成17年2月1日 高山市に編入 | 高山市 |
| 宮原村       |                | 上宝村          | 上宝村                     | 上宝村              | 上宝村                      | 平成17年2月1日 高山市に編入 | 高山市 |
| 双六村       |                | 上宝村          | 上宝村                     | 上宝村              | 上宝村                      | 平成17年2月1日 高山市に編入 | 高山市 |
| 中山村       |                | 上宝村          | 上宝村                     | 上宝村              | 上宝村                      | 平成17年2月1日 高山市に編入 | 高山市 |
| 桃原村       |                | 上宝村          | 上宝村                     | 上宝村              | 上宝村                      | 平成17年2月1日 高山市に編入 | 高山市 |
| 荒原村       |                | 上宝村          | 上宝村                     | 上宝村              | 上宝村                      | 平成17年2月1日 高山市に編入 | 高山市 |
| 蔵柱村       |                | 上宝村          | 上宝村                     | 上宝村              | 上宝村                      | 平成17年2月1日 高山市に編入 | 高山市 |
| 金木戸村     |                | 上宝村          | 上宝村                     | 上宝村              | 上宝村                      | 平成17年2月1日 高山市に編入 | 高山市 |
| 折敷地村     | 折敷地村       | 大野郡 丹生川村 | 大野郡 丹生川村            | 大野郡丹生川村      | 大野郡丹生川村              | 平成17年2月1日 高山市に編入 | 高山市 |
| 大沼村       |                | 大野郡 丹生川村 | 大野郡 丹生川村            | 大野郡丹生川村      | 大野郡丹生川村              | 平成17年2月1日 高山市に編入 | 高山市 |
| 森部村       |                | 大野郡 丹生川村 | 大野郡 丹生川村            | 大野郡丹生川村      | 大野郡丹生川村              | 平成17年2月1日 高山市に編入 | 高山市 |
| 三之瀬村     |                | 大野郡 丹生川村 | 大野郡 丹生川村            | 大野郡丹生川村      | 大野郡丹生川村              | 平成17年2月1日 高山市に編入 | 高山市 |
| 柏原村       |                | 大野郡 丹生川村 | 大野郡 丹生川村            | 大野郡丹生川村      | 大野郡丹生川村              | 平成17年2月1日 高山市に編入 | 高山市 |

## 行政
大野・吉城・益田郡長
| 代 | 氏名 | 就任年月日                | 退任年月日                | 備考 |
| -- | ---- | ------------------------- | ------------------------- | ---- |
| 1  |      | 明治12年（1879年）2月18日 |                           |      |
|    |      |                           | 明治30年（1897年）7月31日 | 廃官 |

吉城郡長
| 代 | 氏名 | 就任年月日               | 退任年月日                | 備考                 |
| -- | ---- | ------------------------ | ------------------------- | -------------------- |
| 1  |      | 明治30年（1897年）8月1日 |                           |                      |
|    |      |                          | 大正15年（1926年）6月30日 | 郡役所廃止により廃官 |